# 山椒鸟
山椒鸟是雀形目山椒鸟科山椒鸟属（学名：Pericrocotus）下的物种，共有13种，主要分布于南亚和东亚的森林中。山椒鸟体型小而纤细，尾长直立。大部分物种有着明亮的红色或黄色斑纹。喜食昆虫，常成群于树冠上觅食。

## 物种列表
- 粉红山椒鸟
- 小灰山椒鸟
- 灰山椒鸟
- 小山椒鸟
- 琉球山椒鸟
- 火红山椒鸟
- 三色山椒鸟
- 白腹山椒鸟
- 长尾山椒鸟
- 短嘴山椒鸟
- 巽他山椒鸟
- 赤红山椒鸟
- 灰喉山椒鸟